# Bereavement
Bereavement é um filme estadunidense de 2010, dos gêneros terror, suspense, dirigido por Stevan Mena. Continuação do filme premiado Malevolence, Bereavement conta o relato de Martin Bristol, um garoto de seis anos sequestrado em seu balanço no quintal e forçado a testemunhar os crimes brutais de um louco perturbado. Estrelado por Michael Biehn, Alexandra Daddario,  John Savage e Nolan Gerard Funk.

## Elenco
| Intérprete           | Personagem      |
| -------------------- | --------------- |
| Alexandra Daddario   | Allison Miller  |
| Spencer List         | Martin Bristol  |
| Brett Rickaby        | Graham Sutter   |
| Michael Biehn        | Jonathan Miller |
| Nolan Gerard Funk    | William         |
| John Savage          | Ted             |
| Peyton List          | Wendy Miller    |
| Kathryn Meisle       | Karen Miller    |
| Valentina de Angelis | Melissa         |
| Andrea Havens        | Agatha          |
| Ashley Wolfe         | Katherine       |